# 数論的ゼータ函数
数学では、数論的ゼータ函数（英語: arithmetic zeta function）とは、整数上の有限型スキームについてのゼータ函数のことを言う。数論的ゼータ函数はリーマンゼータ函数とデデキントゼータ函数を一般化したものである。数論的ゼータ函数は、数論の最も基本的な対象のひとつである。

## 定義
数論的ゼータ函数 ζX (s) はリーマンゼータ函数
{\displaystyle {\zeta _{X}(s)}=\prod _{x}{\frac {1}{1-N(x)^{-s}}}}
のオイラー積の類似によって定義される。ここに、積はスキーム X の全ての閉点 x を渡るものとする。同じことであるが、積はその点での剰余体が有限である全ての点を渡るものとする。剰余体の点の数を N(x) で表す。

## 例
例えば、X を q 個の元を持つ有限体のスペクトルとすると、
{\displaystyle \zeta _{X}(s)={\frac {1}{1-q^{-s}}}}
となる。
X を整数の環のスペクトルとすると、ζX (s) はリーマンゼータ函数となる。さらに一般的には、X を代数体の整数のスペクトルとすると、ζX (s) はデデキントゼータ函数となる。
スキーム X 上のアフィン空間と射影空間のゼータ函数は、それぞれ、
{\displaystyle {\begin{aligned}\zeta _{\mathbf {A} ^{n}(X)}(s)&=\zeta _{X}(s-n)\\\zeta _{\mathbf {P} ^{n}(X)}(s)&=\prod _{i=0}^{n}\zeta _{X}(s-i)\end{aligned}}}
で与えられる。
この式の後半は、任意の共通部分を持たない閉じた部分スキームと開いた部分スキーム U と V の合併に対して、
{\displaystyle \zeta _{X}(s)=\zeta _{U}(s)\zeta _{V}(s)}
とすることにより、導き出される。
さらに一般的には、無限個の共通部分のない合併に対して、同じような式が成立する。特にこのことは、X のゼータ函数が、素数 p を modulo として X の一つのリダクション(reduction)の積
{\displaystyle \zeta _{X}(s)=\prod _{p}\zeta _{X_{p}}(s).}
である。
各々の素数を渡るこのような表現はオイラー積と呼ばれ、各々の要素はオイラー要素と呼ばれる。興味が持たれる多くの場合は、生成ファイバー(generic fiber) XQ が滑らか(smooth)である。すると、特異（悪いリダクション(bad reduction)）点は有限個しかない。ほとんど全ての素数、つまり、Xがよりリダクションを持つとき、オイラー要素は XQ のハッセ・ヴェイユのゼータ函数の対応する要素に一致することが知られている。従って、これら 2つのゼータ函数は密接に関連している。

## 主要な予想
(整数上の有限型の）正規(regular)な既約で同じ次元のスキーム X のゼータ函数の振る舞いについて多くの予想がある。多くの（全てではないが）これらの予想は、オイラー・リーマン・デデキントゼータ函数について良く知られている 1次元の定理（や予想）を一般化したものである。
スキームは Z 上、必ずしも平坦(flat)である必要はない。Z 上のスキームの場合は、ある有限型スキーム Fp が存在する。これは以下で標数 p の場合となる。この場合は、多くのこれらの予想（バーチ・スウィナートン=ダイヤー予想、つまり特殊値の研究を最も高級な例外として）は既に定理となっている。 Z の上で平坦なスキームはほとんど知られていなく、次元は 2 かそれ以上である。

### 有理型接続と函数等式
ハッセとヴェイユは ζX (s) が複素平面へ有理型接続され、n を X の次元とすると s → n − s についての函数等式を満たすことを予想した。
これは n = 1 に対し証明されていて、Z 上の平坦スキームと全ての正の標数 n に対して知られているものもある。これはゼータ函数は {\displaystyle \mathrm {Re} (s)>n-{\tfrac {1}{2}}} について有理型接続をされるというヴェイユ予想（より正確には、リーマン予想の一部）である。

### 一般化されたリーマン予想
一般化されたリーマン予想に従い、ζX (s) の零点は、垂直線 Re(s) = 1/2, 3/2, ... 上のクリティカル帯 0 ≤ Re(s) ≤ n の内側にあり、ζX (s) の極は垂直線 Re(s) = 0, 1, 2, ... 上のクリティカル帯 0 ≤ Re(s) ≤ n の内側にあることが予想されている。
このことは、(エミール・アルティン, Helmut Hasse, André Weil, Alexander Grothendieck, Pierre Deligne）により正の標数で全ての n に対して証明された。しかし、Z 上に平坦な任意のスキームに対しては証明されていない。リーマン予想はこの予想の 2 の場合の特別な場合である。

### 極の位数
解析接続の主要な問題であるクリティカル帯内での極の位数と整数点での ζX (s) の留数は、X の重要な数論的不変量により表されることが予想されている。上記の基本的性質とネター正規化(Noether normalization)を基礎としたジャン＝ピエール・セール(Jean-Pierre Serre)による議論により、X のゼータ函数は最大次元の X の既約成分の数に等しい位数を持っている s = n に極を持つことが示された。 第二に、ジョン・テイト(John Tate)はで、
{\displaystyle \mathrm {ord} _{s=n-1}\zeta _{X}(s)=rk{\mathcal {O}}_{X}^{\times }(X)-rk\mathrm {Pic} (X)}
つまり、極の位数は、可逆な正則函数(regular function)の群とピカール群のランクにより表されることが予想した。バーチ・スウィンナートン＝ダイアー予想は、この予想の特別な場合である。実際、テイトによるこの予想は、バーチ・スウィンナートン＝ダイアー予想の一般化となっている。
さらに一般的には、クリストフ・スーレ(Christophe Soulé)は、で、
{\displaystyle \mathrm {ord} _{s=n-m}\zeta _{X}(s)=-\sum _{i}(-1)^{i}rkK_{i}(X)^{(m)}}
であることを予想した。
右辺は、X の代数的K-理論のアダムズ(Adams)の固有空間を表している。これらのランクはバスの予想(Bass conjecture)によれば有限である。
これらの予想は、n = 1のとき、つまり数の環の場合や有限体上の代数曲線の場合には知られている。n > 1 のときのバーチ・スウィンナートン＝ダイアー予想の一部は証明されているが、正標数の場合の予想は未だ証明されていない。

## 方法と理論
クロネッカー次元 n の正規連結で等次元な数論的スキームの数論的ゼータ函数は、適切に定義されたL-要素と任意の要御の積に分解することができる。よって、L-函数の上の結果は数論的ゼータ函数上の対応する結果に反映することができる。しかしながら、標数 0 で次元が 2 もしくはそれ以上の次元の数論的スキームのL-要素についての証明された結果は未だ極めて少ししかない。イヴァン・フェセンコ(Ivan Fesenko)はで、L-要素を使用することなしで、直接、数論的ゼータ函数を研究しようと提唱した。これはテイト論文の高次元への一般化であり、すなわち、高次の類体論から来る高次アデール環、高次ゼータ整数や対象を使う。この理論は、大域体上の楕円曲線の固有正規モデルの有理型接続や函数等式が境界函数の平均周期的性質に関係付けている。 彼のM. Suzuki と G. Ricotta との共同の仕事では、数論的ゼータ函数と指数的な増加以上の増加率を持つ実直線上の滑らかな函数空間の平均周期函数との間の数論の新しい対応が提唱されている。 この対応はラングランズ対応と関連付けられる。フェセンコの理論の 2つの応用は、大域体上の楕円函数の固有モデルのゼータ函数の極への応用と、中心点での特殊値へ応用である。